# 山口組と西海組の抗争事件
山口組と西海組の抗争事件（やまぐちぐみとさいかいぐみのこうそうじけん）は、1950年（昭和25年）9月、兵庫県神戸市で起った三代目山口組地道組と西海組の暴力団抗争事件。

## 抗争勃発まで
1948年9月、自転車競技法が施行された。
同年11月、神戸市、西宮市甲子園、明石市で競輪が開催された。大島組、本多会・本多仁介会長、西海組、小田組、中山組、三代目山口組・田岡一雄組長が神戸競輪場の警備担当を求めた。大島組と西海組が、神戸競輪場の警備を担当することになった。他の組も、神戸競輪場で、予想屋、売店、タクシー、自転車預かりなどの職を分け合った。
1950年9月、三代目山口組地道組・地道行雄組長は、神戸競輪場の施行主任に仕事を回すように要求した。神戸競輪場の施行主任は、地道行雄の要求を飲んだ。西海組は、地道行雄に、神戸競輪場の仕事の一部を奪われた。

## 抗争の経緯
翌日、西海組組員数人が報復として地道行雄の自宅に殴り込みをかけた。地道行雄の妻子は、地道の若衆と外出していて、自宅には地道1人だけがいた。地道行雄は、ドスで斬られて重傷を負ったが、日本刀で西梅組組員1人を斬り、西海組組員を退散させた。
数日後、地道行雄は地道組組員に西海組若頭・舎弟頭ら幹部4人と西海組組員7人を拉致させた。地道行雄は拳銃を持参し、地道組組員数人を連れて西海組事務所に乗り込み、西海組組長と会談した。西海組組長は、地道行雄に、神戸競輪場での警備などの仕事を譲った。田岡は西海組から神戸競輪場での警備などの仕事を手に入れた。